# Argentina ai Giochi della XXVII Olimpiade
L'Argentina partecipò ai Giochi della XXVII Olimpiade, svoltisi a Sydney, Australia, dal 15 settembre al 1º ottobre 2000, con una delegazione di 143 atleti impegnati in ventuno discipline.

## Medaglie
| Medaglia | Atleta | Sport           | Evento           |
| -------- | --- | --------------- | ---------------- |
| Argento  | Magdalena Aicega Mariela Antoniska Inés Arrondo Luciana Aymar María Paz Ferrari Anabel Gambero Soledad García María de la Paz Hernández Laura Maiztegui Mercedes Margalot Karina Masotta Vanina Oneto Jorgelina Rimoldi Cecilia Rognoni Ayelén Stepnik Paola Vukojicic | Hockey su prato | Torneo femminile |
| Argento  | Carlos Espínola | Vela            | Mistral maschile |
| Bronzo   | Serena Amato | Vela            | Europa femminile |
| Bronzo   | Javier Conte Juan de la Fuente | Vela            | 470 maschile     |